# Le Dernier Jour d'Yitzhak Rabin
Pour plus de détails, voir Fiche technique et Distribution.
Le Dernier Jour d'Yitzhak Rabin (Rabin, the Last Day) est un film franco-israélien réalisé par Amos Gitai à propos de l'assassinat d'Yizhak Rabin en 1995.

## Synopsis
Mêlant des images d'archives, des interviews (Shimon Peres, Leah Rabin) et des scènes de fiction, le film décrit les événements entourant les derniers jours du Premier ministre israélien Yitzhak Rabin, assassiné le 4 novembre 1995 par Ygal Amir, un extrémiste juif opposé aux accords d'Oslo,,,,.
Est décrit le contexte ayant précédé l'attentat : manifestations du Likoud menées par Benyamin Netanyahou, pendant lesquelles Rabin est représenté en nazi et son effigie brûlée comme celle de Yasser Arafat ; opposition des religieux, considérant Rabin comme un ennemi et un traître mettant en danger la vie des Juifs.
De nombreuses scènes sont consacrées aux auditions de la Commission chargée de faire la lumière sur les circonstances de l'attentat, mais celle-ci considère ne pas être mandatée pour enquêter sur le contexte politique.
Le film fait partie d'un ensemble de créations d'Amos Gitaï autour de cet assassinat : Donnons une chance à la paix (1994), L’Arène du meurtre (1996), Yitzhak Rabin, chronique d’un assassinat (2016).

## Fiche technique
- Titre original : Rabin, the Last Day
- Réalisation : Amos Gitai
- Scénario : Amos Gitai, Marie-Jose Sanselme
- Musique : Amit Poznansky
- Photographie : Éric Gautier
- Sociétés de production : Le Pacte, Les Films du Worso
- Distribution : Le Pacte
- Pays d'origine :  Israël |  France
- Langue originale : hébreu, anglais
- Format : couleur
- Durée : 150 minutes
- Dates de sortie : 16 décembre 2015

## Distribution
- Yaël Abecassis : Yaël Abecassis
- Ischac Hiskiya : 	Président de la commission
- Yariv Horowitz : Médecin
- Rotem Keinan : 	Avocat de la commission
- Pini Mittelman : Membre de la commission
- Michael Warshaviak : Einat Weitzman
- Yogev Yefet : Ygal Amir
- Tomer Sisley : le chauffeur de Rabin

## Distinctions
- Mostra de Venise 2015 : sélection officielle